# Input 64
Input 64 (eigene Schreibweise INPUT 64) war ein von 1985 bis 1988 im Heise-Verlag erschienenes Computermagazin für den Commodore 64.
Der Verlag sah den Titel als Backronym für Input, News, Programme, Unterhaltung und Tips.
Das Magazin befand sich vollständig – abgesehen von einem kleinen Begleitheft – auf digitalen Datenträgern: zuerst auf Kassette für die Datasette des C64, später auf Diskette für das Diskettenlaufwerk VC1541 des Heimcomputers.
Hauptvorteil des Konzeptes war es, Programme für den Computer direkt digital laden zu können. Da Programme seinerzeit in der Regel als ausgedruckter Programmcode auf Papier verbreitet wurden, stellte der Ansatz von Input 64 eine Innovation dar.
Das eigentliche Magazin wurde als Programm vom Datenträger in den Computer geladen und erschien dann in Textform auf dem Bildschirm. Über ein Auswahlmenü konnte man die verschiedenen Artikel, Programme – darunter Tools, Befehlssatzerweiterungen, Lernserien (zum Thema C64 selbst sowie Sprachen) und Spiele – auswählen.
Im Dezember 1988 wurde das Magazin eingestellt. Die alte Redaktion gründete dann das Magazin iX im selben Verlag.